# Josipovac (groblje u Tuzli)
Josipovac je katoličko groblje u Tuzli. U sklopu je istoimenog samostana časnih sestara Družbe Kćeri Božje ljubavi, koji je jedan od trinaest tuzlanskih nacionalnih spomenika BiH, no nažalost groblje ne uživa isti status.

## Zemljopis
Nalazi se prema istoku Tuzle, u pravcu Slavinovića s lijeve strane. Prema novoj izmjeri, nalazi se na prostoru koji obuhvata katastarske općine Slavinovića, a po starom premjeru katastarskoj općini Kolovrat.

## Povijest
Bosanska vlada godine darovala je 1885. Družbi Kćeri Božje ljubavi Provincije Božje Providnosti. Zemljište zvano Dragoželj nalazilo dvadesetak minuta udaljeno od središta Tuzle prema Simin Hanu. 
Samostan na ovoj ekonomiji gradio se od 29. svibnja 1886. godine, a završena 6. rujna iste godine, kad je i blagoslovljen.
Godine 2010. projektant Božo Pranjić izradio je uređenja groblja "Josipovac" u Slavinovićima, s pristupnim putem.
Na osnovi peticije/prijedlogas. Elizabete Ane Ćosić, FDC, Družba Kćeri Božje ljubavi iz Tuzle od prosinca 2013. godine, pokrenut je postupak za proglašenje samostana Josipovac u Slavinovićima u Tuzli i groblja Josipovac u Tuzli nacionalnim spomenikom Bosne i Hercegovine.
Dana 5. studenoga 2014. proglašen je nacionalnim spomenikom BiH u svojstvu povijesnog spomenika. Groblje časnih sestara ne uživa režim zaštite utvrđen ovom odlukom, jer prema Kriterijima za proglašenje dobara nacionalnim spomenicima nadgrobnici ne ispunjavaju uvjete.